# فهرست نخست‌وزیران سوریه
فهرست نخست‌وزیران سوریه از ۱۹۲۰ تا ۲۰۲۵ میلادی.
در ۲۹ مارس ۲۰۲۵ در پی تشکیل دومین دولت انتقالی سوریه، منصب نخست‌وزیری منحل شد.
آخرین متصدی نخست‌وزیری سوریه، محمد البشیر بود.

## حزب‌های نمایندگان
| جدول حزب‌ها که با رنگ حزب نخست‌وزیران را مشخص می‌کند. | جدول حزب‌ها که با رنگ حزب نخست‌وزیران را مشخص می‌کند. |
| -------------------------------------------------- | -------------------------------------------------- |
| —                                                  | مستقل                                              |
|                                                    | تشکل ملی                                           |
|                                                    | حزب سوسیال ملی‌گرای سوریه                           |
|                                                    | نظامی                                              |
|                                                    | خیزش آزادسازی عربی                                 |
|                                                    | اتحادیه ملی                                        |
|                                                    | حزب خلق                                            |
|                                                    | حزب عربی سوسیالیستی بعث (حزب عربی سوسیالیستی بعث)  |
|                                                    | حزب عربی سوسیالیستی بعث (حزب بعث سوریه)            |

## نخست‌وزیران
| پادشاهی عربی سوریه (۱۹۲۰)                           |       |                                    |                 |                 |                                           |           | |
| ردیف                                                | نگاره | نام (زایش-مرگ)                     | آغاز به کار     | پایان دوره      | حزب سیاسی                                 | حزب سیاسی | یادداشت(ها) |
| ۱                                                   |       | رضاپاشا الرکابی (۱۸۶۴–۱۹۴۳)        | مارس ۱۹۲۰       | مه ۱۹۲۰         | مستقل                                     | مستقل     | — |
| —                                                   |       | هاشم الاتاسی (۱۸۷۵–۱۹۶۰)           | مه ۱۹۲۰         | ۲۸ ژوئیه ۱۹۲۰   | مستقل                                     | مستقل     | — |
| 2                                                   | —     | علاءالدین دروبی پاشا (درگذشت ۱۹۲۰) | ۲۸ ژوئیه ۱۹۲۰   | ۲۱ اوت ۱۹۲۰     | مستقل                                     | مستقل     | — |
| 3                                                   |       | جمیل الالشی (۱۸۸۳–۱۹۵۱)            | ۶ سپتامبر ۱۹۲۰  | ۳۰ نوامبر ۱۹۲۰  | مستقل                                     | مستقل     | — |
| دولت سوریه در زمان تحت‌الحمایگی فرانسه (۱۹۲۴–۱۹۳۰)   |       |                                    |                 |                 |                                           |           | |
| ردیف                                                | پرتره | نام (زاده-درگذشته)                 | آغاز به کار     | پایان دوره      | حزب سیاسی                                 | حزب سیاسی | یادداشت(ها) |
| 4                                                   |       | صبحی برکات (۱۸۸۳–۱۹۳۹)             | ۲۶ ژانویه ۱۹۲۵  | ۲۱ دسامبر ۱۹۲۵  | مستقل                                     | مستقل     | — |
| —                                                   |       | تاج الدین الحسنی (۱۸۸۵–۱۹۴۳)       | ۲۹ دسامبر ۱۹۲۵  | ۶ ژانویه ۱۹۲۶   | مستقل                                     | مستقل     | — |
| 5                                                   | —     | احمد نامی (۱۸۷۸–۱۹۶۲)              | ۲۷ آوریل ۱۹۲۶   | ۹ فوریه ۱۹۲۸    | مستقل                                     | مستقل     | — |
| 6                                                   |       | تاج الدین الحسنی (۱۸۸۵–۱۹۴۳)       | ۱۵ آوریل ۱۹۲۸   | ۱۴ مه ۱۹۳۰      | مستقل                                     | مستقل     | — |
| جمهوری سوریه در زمان تحت‌الحمایگی فرانسه (۱۹۳۰–۱۹۴۶) |       |                                    |                 |                 |                                           |           | |
| No.                                                 | پرتره | نام (زاده-درگذشته)                 | آغاز به کار     | پایان دوره      | حزب سیاسی                                 | حزب سیاسی | یادداشت(ها) |
| 6                                                   |       | تاج الدین الحسنی (۱۸۸۵–۱۹۴۳)       | ۱۴ مه ۱۹۳۰      | ۱۹ نوامبر ۱۹۳۱  | مستقل                                     | مستقل     | — |
| 7                                                   |       | حقی العظم (۱۸۶۴–۱۹۵۵)              | ۷ ژوئن ۱۹۳۲     | ۱۶ مارس ۱۹۳۴    | مستقل                                     | مستقل     | — |
| 8                                                   |       | تاج الدین الحسنی (۱۸۸۵–۱۹۴۳)       | ۱۶ مارس ۱۹۳۴    | ۲۲ فوریه ۱۹۳۶   | مستقل                                     | مستقل     | — |
| 9                                                   |       | عطاء الایوبی (۱۸۷۷–۱۹۵۱)           | ۲۲ فوریه ۱۹۳۶   | ۲۱ دسامبر ۱۹۳۶  | مستقل                                     | مستقل     | — |
| 10                                                  |       | جمیل مردم بیک (۱۸۹۴–۱۹۶۰)          | ۲۱ دسامبر ۱۹۳۶  | ۱۸ فوریه ۱۹۳۹   | تشکل ملی                                  |           | — |
| 11                                                  | —     | لطفی الحفار (۱۸۸۵–۱۹۶۸)            | ۲۳ فوریه ۱۹۳۹   | ۱۳ مارس ۱۹۳۹    | تشکل ملی                                  |           | — |
| 12                                                  | —     | نصوحی البخاری (۱۸۸۱–۱۹۶۱)          | ۶ آوریل ۱۹۳۹    | ۹ ژوئیه ۱۹۳۹    | مستقل                                     | مستقل     | — |
| 13                                                  |       | خالد العظم (۱۹۰۳–۱۹۶۵)             | ۴ آوریل ۱۹۴۱    | ۲۱ سپتامبر ۱۹۴۱ | مستقل                                     | مستقل     | — |
| 14                                                  | —     | حسن الحکیم (۱۸۸۶–۱۹۸۲)             | ۲۱ سپتامبر ۱۹۴۱ | ۱۹ آوریل ۱۹۴۲   | مستقل                                     | مستقل     | — |
| 15                                                  | —     | حسنی البرازی (۱۸۹۵–۱۹۷۵)           | ۱۹ آوریل ۱۹۴۲   | ۱۰ ژانویه ۱۹۴۳  | مستقل                                     | مستقل     | — |
| 16                                                  |       | جمیل الالشی (۱۸۸۳–۱۹۵۱)            | ۱۰ ژانویه ۱۹۴۳  | ۲۵ مارس ۱۹۴۳    | مستقل                                     | مستقل     | — |
| 17                                                  |       | عطاء الایوبی (۱۸۷۷–۱۹۵۱)           | ۲۵ مارس ۱۹۴۳    | ۱۷ اوت ۱۹۴۳     | مستقل                                     | مستقل     | — |
| 18                                                  |       | سعدالله الجابری (۱۸۹۱–۱۹۴۸)        | ۱۹ اوت ۱۹۴۳     | ۱۴ اکتبر ۱۹۴۴   | تشکل ملی                                  |           | — |
| 19                                                  |       | فارس الخوری (۱۸۷۷–۱۹۶۲)            | ۱۴ اکتبر ۱۹۴۴   | ۱ اکتبر ۱۹۴۵    | تشکل ملی                                  |           | — |
| 20                                                  |       | سعدالله الجابری (۱۸۹۱–۱۹۴۸)        | ۱ اکتبر ۱۹۴۵    | ۱۷ آوریل ۱۹۴۶   | تشکل ملی                                  |           | — |
| جمهوری سوریه (۱۹۴۶–۱۹۵۸)                            |       |                                    |                 |                 |                                           |           | |
| ردیف.                                               | پرتره | نام (زاده-درگذشته)                 | آغاز به کار     | پایان دوره      | حزب سیاسی                                 | حزب سیاسی | یادداشت(ها) |
| 20                                                  |       | سعدالله الجابری (۱۸۹۱–۱۹۴۸)        | ۱۷ آوریل ۱۹۴۶   | ۱۶ دسامبر ۱۹۴۶  | تشکل ملی                                  |           | — |
| —                                                   |       | خالد العظم (۱۹۰۳–۱۹۶۵)             | ۱۶ دسامبر ۱۹۴۶  | ۲۹ دسامبر ۱۹۴۶  | مستقل                                     | مستقل     | — |
| 21                                                  |       | جمیل مردم بیک (۱۸۹۴–۱۹۶۰)          | ۱۷ دسامبر ۱۹۴۶  | ۲۹ دسامبر ۱۹۴۸  | تشکل ملی                                  |           | — |
| 22                                                  |       | خالد العظم (۱۹۰۳–۱۹۶۵)             | ۱۷ دسامبر ۱۹۴۸  | ۳۰ مارس ۱۹۴۹    | مستقل                                     | مستقل     | — |
| 23                                                  |       | حسنی الزعیم (۱۸۹۷–۱۹۴۹)            | ۱۷ آوریل ۱۹۴۹   | ۲۶ ژوئن ۱۹۴۹    | حزب سوسیال ملی‌گرای سوریه                  |           | — |
| 24                                                  |       | محسن البرازی (۱۹۰۴–۱۹۴۹)           | ۲۶ ژوئن ۱۹۴۹    | ۱۴ اوت ۱۹۴۹     | مستقل                                     | مستقل     | — |
| 25                                                  |       | هاشم الاتاسی (۱۸۷۵–۱۹۶۰)           | ۱۷ اوت ۱۹۴۹     | ۲۴ دسامبر ۱۹۴۹  | حزب ملی                                   |           | — |
| 26                                                  |       | ناظم القدسی (۱۹۰۶–۱۹۹۸)            | ۲۴ دسامبر ۱۹۴۹  | ۲۷ دسامبر ۱۹۴۹  | حزب خلق                                   |           | — |
| 27                                                  |       | خالد العظم (۱۹۰۳–۱۹۶۵)             | ۲۷ دسامبر ۱۹۴۹  | ۴ ژوئن ۱۹۵۰     | مستقل                                     | مستقل     | — |
| 28                                                  |       | ناظم القدسی (۱۹۰۶–۱۹۹۸)            | ۴ ژوئن ۱۹۵۰     | ۲۷ مارس ۱۹۵۱    | حزب خلق                                   |           | — |
| 29                                                  |       | خالد العظم (۱۹۰۳–۱۹۶۵)             | ۲۷ مارس ۱۹۵۱    | ۹ اوت ۱۹۵۱      | مستقل                                     | مستقل     | — |
| 30                                                  | —     | حسن الحکیم (۱۸۸۶–۱۹۸۲)             | ۹ اوت ۱۹۵۱      | ۱۳ نوامبر ۱۹۵۱  | مستقل                                     | مستقل     | — |
| —                                                   | —     | زکی الخطیب (۱۸۸۷–۱۹۶۱)             | ۱۳ نوامبر ۱۹۵۱  | ۲۸ نوامبر ۱۹۵۱  | حزب خلق                                   |           | — |
| 31                                                  | —     | معروف الدوالیبی (۱۹۰۹–۲۰۰۴)        | ۲۸ نوامبر ۱۹۵۱  | ۲۹ نوامبر ۱۹۵۱  | حزب خلق                                   |           | — |
| 32                                                  |       | فوزی سلو (۱۹۰۵–۱۹۷۲)               | ۳ دسامبر ۱۹۵۱   | ۱۹ ژوئیه ۱۹۵۳   | نظامی                                     |           | فوزی سلو قدرتی نداشت، در واقع قدرت را به دست ادیب شیشکلی سپرده بود. |
| 33                                                  |       | ادیب شیشکلی (۱۹۰۹–۱۹۶۴)            | ۱۹ ژوئیه ۱۹۵۳   | ۲۵ فوریه ۱۹۵۴   | خیزش آزادسازی عربی                        |           | شیشکلی بر اثر کودتای ۱۹۵۴ از سمت خود استعفا کرد. وی با وجود اینکه می‌توانست در مقابل کودتا مقاومت کند ولی به گفتهٔ او برای وارد نشدن کشورش به جنگ داخلی استعفا کرده است.                           |
| 34                                                  |       | صبری العسلی (۱۹۰۳–۱۹۷۶)            | ۱ مارس ۱۹۵۴     | ۱۹ ژوئن ۱۹۵۴    | حزب سوسیال ملی‌گرای سوریه                  |           | — |
| 35                                                  |       | سعید الغزی (۱۸۹۳–۱۹۶۷)             | ۱۹ ژوئن ۱۹۵۴    | ۳ نوامبر ۱۹۵۴   | مستقل                                     | مستقل     | — |
| 36                                                  |       | فارس الخوری (۱۸۷۷–۱۹۶۲)            | ۳ نوامبر ۱۹۵۴   | ۱۳ فوریه ۱۹۵۵   | حزب خلق                                   |           | — |
| 37                                                  |       | صبری العسلی (۱۹۰۳–۱۹۷۶)            | ۱۳ فوریه ۱۹۵۵   | ۱۳ سپتامبر ۱۹۵۵ | حزب ملی                                   |           | — |
| 38                                                  |       | سعید الغزی (۱۸۹۳–۱۹۶۷)             | ۱۳ سپتامبر ۱۹۵۵ | ۱۴ ژوئن ۱۹۵۶    | مستقل                                     | مستقل     | — |
| 39                                                  |       | صبری العسلی (۱۹۰۳–۱۹۷۶)            | ۱۴ ژوئن ۱۹۵۶    | ۲۲ فوریه ۱۹۵۸   | حزب ملی                                   |           | — |
| جمهوری متحده عربی (۱۹۵۸–۱۹۶۱)                       |       |                                    |                 |                 |                                           |           | |
| ردیف                                                | پرتره | نام (زاده-درگذشته)                 | آغاز به کار     | پایان دوره      | حزب سیاسی                                 | حزب سیاسی | یادداشت(ها) |
| 40                                                  |       | نورالدین کحاله (۱۹۱۰–۱۹۶۵)         | ۷ اکتبر ۱۹۵۸    | ۲۰ سپتامبر ۱۹۶۰ | اتحادیه ملی                               |           | — |
| 41                                                  |       | عبدالحمید السراج (۱۹۲۵–۲۰۱۳)       | ۲۰ سپتامبر ۱۹۶۰ | ۱۶ اوت ۱۹۶۱     | اتحادیه ملی                               |           | — |
| جمهوری عربی سوریه (۱۹۶۱–تاکنون)                     |       |                                    |                 |                 |                                           |           | |
| ردیف                                                | پرتره | نام (زاده-درگذشته)                 | آغاز به کار     | پایان دوره      | حزب سیاسی                                 | حزب سیاسی | یادداشت(ها) |
| 42                                                  |       | مأمون الکزبری (۱۹۱۴–۱۹۹۸)          | ۲۹ سپتامبر ۱۹۶۱ | ۲۰ نوامبر ۱۹۶۱  | مستقل                                     | مستقل     | — |
| 43                                                  | —     | عزت النص (۱۹۰۰–۱۹۷۲)               | ۲۰ نوامبر ۱۹۶۱  | ۱۴ دسامبر ۱۹۶۱  | نظامی                                     |           | — |
| 44                                                  | —     | معروف الدوالیبی (۱۹۰۹–۲۰۰۴)        | ۲۲ دسامبر ۱۹۶۱  | ۲۸ مارس ۱۹۶۲    | حزب خلق                                   |           | — |
| 45                                                  |       | بشیر العظمه (۱۹۱۰–۱۹۹۲)            | ۱۶ آوریل ۱۹۶۲   | ۱۴ سپتامبر ۱۹۶۲ | مستقل                                     | مستقل     | — |
| 46                                                  |       | خالد العظم (۱۹۰۳–۱۹۶۵)             | ۱۷ سپتامبر ۱۹۶۲ | ۹ مارس ۱۹۶۳     | مستقل                                     | مستقل     | توسط حزب بعث کودتای ۱۹۶۳ پی‌ریزی شد که نام رسمی آن کودتای ۸ مارس است، به نخست‌وزیری خالد العظم پایان می‌دهد و حزب عربی سوسیالیستی بعث تمام ارکان قدرت را در سوریه قبضه کرد و قدرتش تاکنون پابرجاست. |
| 47                                                  |       | صلاح‌الدین البیطار (۱۹۱۲–۱۹۸۰)      | ۹ مارس ۱۹۶۳     | ۱۱ نوامبر ۱۹۶۳  | حزب عربی سوسیالیستی بعث (درون مرزی سوریه) |           | — |
| 48                                                  |       | امین الحافظ (۱۹۲۱–۲۰۰۹)            | ۱۲ نوامبر ۱۹۶۳  | ۱۳ مه ۱۹۶۴      | حزب عربی سوسیالیستی بعث (درون مرزی سوریه) |           | — |
| 49                                                  |       | صلاح‌الدین البیطار (۱۹۱۲–۱۹۸۰)      | ۱۴ مه ۱۹۶۴      | ۳ اکتبر ۱۹۶۴    | حزب عربی سوسیالیستی بعث (درون مرزی سوریه) |           | — |
| 50                                                  |       | امین الحافظ (۱۹۲۱–۲۰۰۹)            | ۴ اکتبر ۱۹۶۴    | ۲۲ سپتامبر ۱۹۶۵ | حزب عربی سوسیالیستی بعث (درون مرزی سوریه) |           | — |
| 51                                                  |       | یوسف زعیّن (زاده ۱۹۳۱)              | ۲۲ سپتامبر ۱۹۶۵ | ۲۱ دسامبر ۱۹۶۵  | حزب عربی سوسیالیستی بعث (درون مرزی سوریه) |           | — |
| 52                                                  |       | صلاح‌الدین البیطار (۱۹۱۲–۱۹۸۰)      | ۱ ژانویه ۱۹۶۶   | ۲۳ فوریه ۱۹۶۶   | حزب عربی سوسیالیستی بعث (درون مرزی سوریه) |           | - |
| 53                                                  |       | یوسف زعیّن (۱۹۳۱–۲۰۱۶)              | ۱ مارس ۱۹۶۶     | ۲۹ اکتبر ۱۹۶۸   | حزب عربی سوسیالیستی بعث (درون مرزی سوریه) |           | — |
| 54                                                  |       | نورالدین الاتاسی (۱۹۳۰–۱۹۹۲)       | ۲۹ اکتبر ۱۹۶۸   | ۱۸ نوامبر ۱۹۷۰  | حزب عربی سوسیالیستی بعث (درون مرزی سوریه) |           | - |
| 55                                                  |       | حافظ اسد (۱۹۳۰–۲۰۰۰)               | ۲۱ نوامبر ۱۹۷۰  | ۳ آوریل ۱۹۷۱    | حزب عربی سوسیالیستی بعث (درون مرزی سوریه) |           | — |
| 56                                                  | —     | عبدالرحمن خلیفاوی (۱۹۳۰–۲۰۰۹)      | ۳ آوریل ۱۹۷۱    | ۲۱ دسامبر ۱۹۷۲  | حزب عربی سوسیالیستی بعث (درون مرزی سوریه) |           | — |
| 57                                                  | —     | محمود الایوبی (زاده ۱۹۳۲)          | ۲۱ دسامبر ۱۹۷۲  | ۷ اوت ۱۹۷۶      | حزب عربی سوسیالیستی بعث (درون مرزی سوریه) |           | — |
| 58                                                  | —     | عبدالرحمن خلیفاوی (۱۹۳۰–۲۰۰۹)      | ۷ اوت ۱۹۷۶      | ۲۷ مارس ۱۹۷۸    | حزب عربی سوسیالیستی بعث (درون مرزی سوریه) |           | — |
| 59                                                  | —     | محمدعلی الحلبی (زاده ۱۹۳۷)         | ۲۷ مارس ۱۹۷۸    | ۹ ژانویه ۱۹۸۰   | حزب عربی سوسیالیستی بعث (درون مرزی سوریه) |           | — |
| 60                                                  | —     | عبدالرئوف الکسم (زاده ۱۹۳۲)        | ۹ ژانویه ۱۹۸۰   | ۱ نوامبر ۱۹۸۷   | حزب عربی سوسیالیستی بعث (درون مرزی سوریه) |           | — |
| 61                                                  | —     | محمود الزعبی (۱۹۳۵–۲۰۰۰)           | ۱ نوامبر ۱۹۸۷   | ۱۳ مارس ۲۰۰۰    | حزب عربی سوسیالیستی بعث (درون مرزی سوریه) |           | — |
| 62                                                  | —     | محمد مصطفی میرو (زاده ۱۹۴۱)        | ۱۳ مارس ۲۰۰۰    | ۱۰ سپتامبر ۲۰۰۳ | حزب عربی سوسیالیستی بعث (درون مرزی سوریه) |           | — |
| 63                                                  |       | محمد ناجی العطری (زاده ۱۹۴۴)       | ۱۰ سپتامبر ۲۰۰۳ | ۱۴ آوریل ۲۰۱۱   | حزب عربی سوسیالیستی بعث (درون مرزی سوریه) |           | — |
| 64                                                  | —     | عادل سفر (زاده ۱۹۵۳)               | ۱۴ آوریل ۲۰۱۱   | ۲۳ ژوئن ۲۰۱۲    | حزب عربی سوسیالیستی بعث (درون مرزی سوریه) |           | — |
| 65                                                  | —     | ریاض فرید حجاب (زاده ۱۹۶۶)         | ۲۳ ژوئن ۲۰۱۲    | ۶ اوت ۲۰۱۲      | حزب عربی سوسیالیستی بعث (درون مرزی سوریه) |           | — |
| —                                                   | —     | عمر ابراهیم غلاونجی (زاده ۱۹۵۴)    | 6 اوت ۲۰۱۲      | ۱۱ اوت ۲۰۱۲     | حزب عربی سوسیالیستی بعث (درون مرزی سوریه) |           | — |
| 66                                                  | —     | وائل نادر حلقی (زاده ۱۹۶۴)         | ۱۱ اوت ۲۰۱۲     | ژوئیه ۲۰۱۶      | حزب عربی سوسیالیستی بعث (درون مرزی سوریه) |           | — |
| 67                                                  | —     | عماد خمیس (زاده ۱۹۶۱)              | ۲۳ ژوئیه ۲۰۱۶   | ۱۱ ژوئن ۲۰۲۰    | حزب عربی سوسیالیستی بعث (درون مرزی سوریه) |           | — |
| 68                                                  | —     | حسین عرنوس (زاده ۱۹۵۶)             | ۱۱ ژوئن ۲۰۲۰    | ۱۴ سپتامبر ۲۰۲۴ | حزب عربی سوسیالیستی بعث (درون مرزی سوریه) |           | — |
| 68                                                  | —     | محمد غازی الجلالی                  | ۱۴ سپتامبر ۲۰۲۴ | ۹ دسامبر ۲۰۲۴   | حزب عربی سوسیالیستی بعث (درون مرزی سوریه) |           | — |
| نخست‌وزیر دولت انتقالی                               | —     | محمد البشیر                        | ۹ دسامبر ۲۰۲۴   | ۲۹ مارس ۲۰۲۵    | مستقل                                     |           | — |